# Lying from You
Singles de Linkin Park
Somewhere I Belong Breaking the Habit
Pistes de Meteora
Somewhere I Belong Hit the Floor
Lying from You est une chanson de Linkin Park tirée de l’album Meteora de 2004. Elle est sortie en single à la suite de Somewhere I Belong, le 16 mars 2004. Il s'agit du cinquième single et de la quatrième piste de l'album. Il n'y a pas de clip officiel pour cette chanson. 

## Histoire
Lying from You est sorti seulement aux États-Unis en tant que promo single. Malgré le fait que c'est un single promo, il réussit quand même à atteindre la meilleure position du Modern Rock Track, apparaissant aussi dans le Billboard Hot 100.